# Macdonald Cove
Die Macdonald Cove ist eine Bucht an der Nordküste Südgeorgiens. Sie liegt 4 km südsüdöstlich der Welcome Islands am Westufer der Halbinsel, die im Kap Buller endet. An ihrem eigenen Ufer wurden bedeutsame Fossilien entdeckt.
Das UK Antarctic Place-Names Committee benannte sie 1982 nach dem Geologen David Ian McPherson Macdonald (* 1953) der die Arbeiten des British Antarctic Survey in diesem Gebiet zwischen 1975 und 1977 in zwei Sommerkampagnen geleitet hatte.